# Вальверде (провінція Катанія)
Вальверде (італ. Valverde, сиц. Bedduvirdi) — муніципалітет в Італії, у регіоні Сицилія,  метрополійне місто Катанія.
Вальверде розташоване на відстані близько 540 км на південний схід від Рима, 170 км на схід від Палермо, 8 км на північний схід від Катанії.
Населення — 7855 осіб (2014).

## Демографія
Населення за роками:

Станом на 1 січня 2023 року в муніципалітеті офіційно проживали 143 іноземці з 33 країн, серед них 25 громадян країн Євросоюзу та 3 громадяни України.

## Сусідні муніципалітети
- Ачі-Бонаккорсі
- Ачі-Кастелло
- Ачі-Катена
- Ачі-Сант'Антоніо
- Сан-Джованні-ла-Пунта
- Сан-Грегоріо-ді-Катанія